# Henrik Anker Bjerregaard
Henrik Anker Bjerregaard (Ringsaker, 1792 – Oslo, 1842) è stato un poeta norvegese.
Divenne celeberrimo per la canzone Figli di Norvegia, l'antichissimo regno, che fu inno nazionale fino al 1864. Nel 1824 fu inoltre autore di L'avventura in montagna, versatile commedia.